# L'enigma del solitario
L'enigma del solitario è un romanzo di Jostein Gaarder, pubblicato in Italia nel 1996.

## Trama
L'enigma del solitario, un'analisi sull'uomo e sulla sua scarsa capacità di confrontarsi e stupirsi di fronte al mistero della vita, raccontato con metanarrazione.
Protagonista del romanzo è Hans Thomas, un giovane ragazzo alla ricerca della sua entità e della madre, fuggita otto anni prima ad Atene.
Durante il viaggio il ragazzo incontra una strana figura, un gentile panettiere, il quale gli fornisce gli strumenti per venire a conoscenza di una storia surreale iniziata due secoli prima, latrice di diversi segreti in grado di cambiare l'esistenza.
Inizia quindi il metaromanzo, che narra le vicende di un uomo approdato in un luogo indefinito, quasi improbabile, abitato da un altro naufrago dalla fervida immaginazione. Tramite la metafora delle carte, chiave di lettura del libro, l'autore spiega quindi come la vita non sia altro che un enigmatico solitario in grado di essere capito solo da pochi jolly e diretto da un "illusionista che si fa beffe degli altri".

## Edizioni
- Jostein Gaarder, L'enigma del solitario, traduzione di Danielle Braun Savio, TEA, 1996,  p. 351, ISBN 978-88-7818-323-0.